# Шампињи ан Бос
Шампињи ан Бос (фр. Champigny-en-Beauce) насеље је и општина у централној Француској у региону Центар (регион), у департману Лоар и Шер која припада префектури Блоа.
По подацима из 2011. године у општини је живело 634 становника, а густина насељености је износила 28,42 становника/km². Општина се простире на површини од 22,31 km². Налази се на средњој надморској висини од 119 метара (максималној 129 m, а минималној 92 m).

## Демографија
| 1962. | 1968. | 1975. | 1982. | 1990. | 1999. | 2011. |
| ----- | ----- | ----- | ----- | ----- | ----- | ----- |
| 417   | 462   | 438   | 472   | 481   | 553   | 634   |

График промене броја становника у току последњих година